# Sarah Rappeport

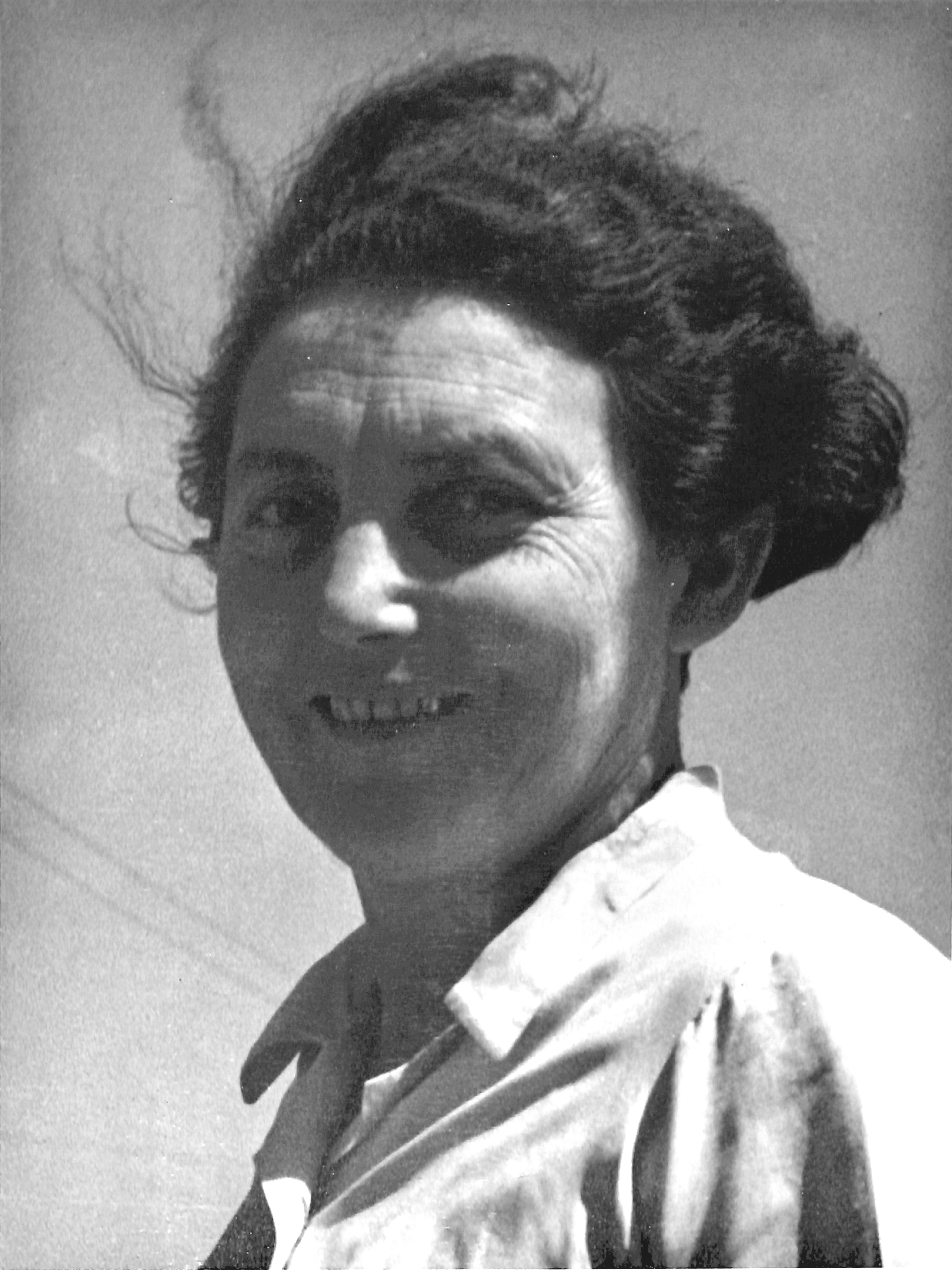
Sarah Rappeport mit 50 Jahren

Sarah Rappeport, geborene Sarah Gelb (* 1890 in Pressburg; † 1980 in Ramat Jochanan) war eine österreich-ungarische, jüdische Pionierin der 3. Aliya, studierte Chemikerin und Buchautorin. Vor ihrer Einreise nach Palästina waren sie und ihr Mann mit der intellektuellen und kulturellen Elite Wiens vernetzt, wo sie freundschaftliche Beziehungen mit Arthur Stadler, Lou Andreas Salomé und Martin Buber führten. Sie schrieb einen autofiktionalen Roman, welcher mittlerweile unter dem Namen „Die Jüdin von Cherut“ veröffentlicht worden ist.

## Leben
Sarah wurde 1890 in Pressburg geboren. Die Familie, bestehend aus Mutter Ruth und Vater Leopold Gelb, ihren sieben Töchtern und einem Sohn, war in der jüdischen Gemeinde sehr bekannt. Ruth war die Enkelin des berühmten Rabbiner Moses Sofer. Im Zuge der Bilu Bewegung wanderte einer Sarahs Onkel bereits 1882 nach Palästina aus. Sarah zog 1900 mit ihrer Familie nach Wien, wo sie Mitglied des Blau-Weiß-Bundes, einer zionistischen Jugendbewegung, wurde.
Nach ihrem Schulabschluss begann sie an der Universität Wien Chemie zu studieren. Hier lernte sie auch ihren späteren Ehemann Ernst Elijahu Rappeport kennen. Beide Familien waren anfangs nicht begeistert von der Beziehung. Sarah, die aus einem jüdisch-zionistischen Haus kam, war die „Ostjüdin“, Ernst, aus einer reichen, assimilierten Familie, Physik und Mathematik studierend, der „Häretiker“. Nachdem die zwei ohne Einverständnis der Eltern geheiratet hatten und Elijahu bereits in Göttingen sein Diplom erwarb, folgte ihm auch Sarah dorthin, allerdings planten sie bereits nach Palästina auszuwandern. 1911 kam ihr erster Sohn Elazar (1911–2006) zur Welt, 1912 ihre Tochter Esther (1912–2004). Im Jahr 1914 verbrachte das Paar einige Zeit in Basel, wo Elijahu mit einer Dissertation über Spinoza in Philosophie promovierte, zogen aber nach Wien zurück. Während Elijahus Abwesenheit im Ersten Weltkrieg kümmerte sich Sarah allein um die Kinder. 1917 kamen die Zwillinge Raphael (1917–2009) und Ruben zur Welt, Ruben starb vor seinem 2. Geburtstag. Es gingen prominente Gäste im Wohnsitz der Rappeports ein und aus. Martin Buber und Arthur Stadler sind nur zwei Beispiele, Sarah und Elijahu waren zudem Mitglieder der literarischen Gesellschaft von Lou Andreas Salomé, mit welcher sie auch persönlich befreundet waren.
Obwohl sie schon 30 Jahre alt waren, schlossen sich Sarah und Elijahu 1920 einer Gruppe der zionistischen Jugendbewegung Hashomer Hatzair an. Gegen Ende 1921 folgte Sarah ihrem Mann nach Palästina ins Kibbuz Bet Alfa, eine kleine landwirtschaftliche Siedlung in der Nähe des Sees Genezareth. Sarahs soziale Stelle in der Gruppe war stark von dem Altersunterschied geprägt, die meisten Mitglieder waren zwischen 16 und 20 Jahre alt. Als verheiratete Mutter mit drei Kindern bekam sie den Kosenamen „Mamina“ und war für Aufgaben wie Kochen, Waschen und Hygiene zuständig, außerdem arbeitete sie im Kinderhaus. Mit diesen Pflichten kam sie auch gelegentlich in Kontakt mit arabischen Kaufleuten. Außerdem nahm sie freundschaftliche Beziehungen zu dem Scheich des Dorfes Balad El-Sheikh auf. 1924 bekamen die Rappeports einen weiteren Sohn, Gavriel, welcher später Kommandeur im Palmach wurde. Elijahu entwickelte die Idee einer Kindergesellschaft (Hevrat Ha’Yeladim) für Bet Alfa und andere nahe Kibbuzim, in welcher schließlich er auch unterrichtete. Nach Auflösung derselben verließ Elijahu das Kibbuz, Sarah blieb. Die zwei waren ab diesem Zeitpunkt kein Paar mehr, führten allerdings noch eine freundschaftliche Beziehung. 1940 zog Sarah nach Ramat Jochanan in der Nähe von Haifa. Hier blieb sie bis zu ihrem Lebensende im Kreis ihrer Freunde. Sarah Rappeport starb im Jahr 1980.

## Literarisches Werk
Als Sarah Rappeport nach Palästina zog, begann sie zu schreiben. Mindestens drei literarische Werke wurden von ihren Söhnen später von Deutsch auf Hebräisch übersetzt, allerdings wurden sie nie veröffentlicht. Sarah verfasste ein kurzes Manuskript für einen Film namens Lots Frau, in welchem eine Beduinin ihren verschollenen Mann sucht, welcher plötzlich als moderner, jüdischer Pilot erscheint und ein sozialistisches Idealbild verkörpert.
Umfangreicher ist ihr autofiktionaler Roman. Die im Jahr 1925 verfassten 120 Manuskriptseiten beschreiben die Geschichte der europäischen, jüdischen Pionierin Maria Roth im fiktiven Kibbuz Cherut (historisches Vorbild ist En Charod). Im Zentrum des Romans steht die Liebesgeschichte zwischen Maria und Husseini. Die beiden verlieben sich auf den ersten Blick, obwohl sie zwei verschiedene Kulturen verkörpern: Maria die seriell monogame, säkular jüdische Europäerin und Husseini, welcher mit seinen drei Ehefrauen das aus westlicher Sicht archetypische Bild des arabischen Kaufmanns stellt. Letztendlich lässt sich Maria mit Husseini und seinen Ehefrauen in der Nähe von Haifa nieder. In der Geschichte kommen viele Themen auf, die Sarah Rappeport in Bet Alpha beschäftigt haben. Sozialismus und Marxismus, Sexualität und Familie im Kibbuz, die Rolle der Frau, freie Liebe, das Wohl des Individuums und das der Gemeinschaft. Das Buch liefert einen historischen Einblick in damalige Beziehungen zwischen Juden und Arabern in Palästina, auch homoerotische Beziehungen werden thematisiert. Letzteres war eher ein Tabuthema im Kibbuz, wird im Roman aber durch die Beziehung zweier Ehefrauen Husseinis auf die arabische Bevölkerung projiziert.
Obwohl er fiktiv ist, weist der Text stark autobiographische Züge auf. Neben den Lebensumständen der Hauptcharakterin, deutet auch ihr Name auf eine direkte Verbindung zu Sarah Rappeport hin. Ursprünglich hieß die Protagonistin Dora Horn. Arthur Stadler, welcher das Manuskript lektorierte, schlug allerdings den Namen Maria Roth vor, wie er auch in der Letztfassung lautet. Dora erinnert an Sarah, während Roth an ihren Mädchennamen Gelb anklingt. Der Roman wurde 2020, 40 Jahre nach Sarahs Tod, von Moshe Sluhovsky und Andreas Kraß herausgegeben und erschien im Verlag Hentrich&Hentrich.

## Schriften
Die Jüdin von Cherut, Herausgegeben von Moshe Sluhovsky und Anreas Kraß, Hentrich&Hentrich, Leipzig, 2020